# Euphorbia senguptae
Euphorbia senguptae là một loài thực vật có hoa trong họ Đại kích. Loài này được N.P.Balakr. & Subr. mô tả khoa học đầu tiên năm 1960.